# Bíblia Lamsa
Bíblia Lamsa foi publicada em 1933 por George M. Lamsa. É uma derivação, tanto o Velho como o Novo Testamento, da Peshitta, a Bíblia em dialeto Siríaco, do Aramaico oriental.
George Lamsa reivindicou a primazia aramaica, indo contra a opinião dos eruditos quanto à origem de textos do Novo Testamento, e defendeu que a Peshitta era superior aos textos baseados nos manuscritos gregos existentes, desconsiderando que a mesma tenha se derivado em textos gregos.
É considerada uma boa fonte para quem se interessa pelos escritos com origem no aramaico, ainda que tenha havido críticas no tocante a defesa de Lamsa quanto a primazia aramaica.

## Controvérsia em torno dessa versão
A principal controvérsia em torno da Bíblia de Lamsa residiu na tradução da passagem em que Jesus crucificado, clama ao Pai (Mateus 27:46) dizendo: Eli, Eli, lama sabachthani.
Na versão, em inglês, Bíblia do Rei Jaime:
And about the ninth hour
Jesus cried with a loud voice, saying,
Eli, Eli, lama sabachthani?
that is to say,
My God, my God, why hast thou forsaken me?
Na versão, em inglês, Lamsa:
And about the ninth hour,
Jesus cried out with a loud voice and said,
Eli, Eli, lemana shabachthani!
My God, my God, for this I was kept!
Segundo a versão traduzida em português por João Ferreira de Almeida:
E perto da hora nona,
Exclamou Jesus em alta voz, dizendo:
Eli, Eli, lamá sabactâni;
Isto é: Deus meu, Deus meu, porque me desamparaste?